# کرونوس ایرلاینز
کرونوس ایرلاینز (به انگلیسی: Cronos Airlines) یک شرکت هواپیمایی با کد یاتا C8 است که در ۲۰۰۷ میلادی تأسیس شده‌است. دفتر مرکزی کرونوس ایرلاینز در مالابو، گینه استوایی واقع شده‌است و قطب این شرکت هواپیمایی در فرودگاه بین‌المللی مالابو قرار دارد و به ۶ مقصد، پرواز انجام می‌دهد.